# Richard Bourke, 6. Earl of Mayo

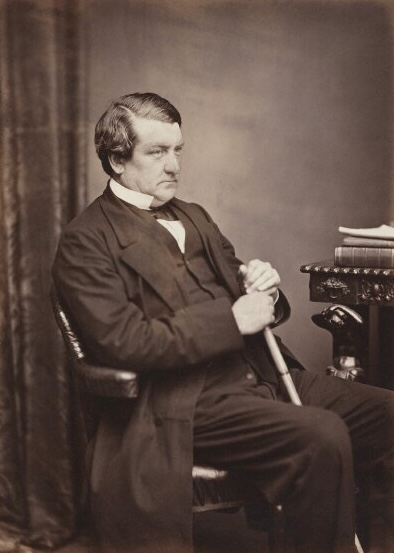
Richard Bourke, 6. Earl of Mayo, Foto von William Walker, 1867

Richard Southwell Bourke, 6. Earl of Mayo KP GCSI PC (* 21. Februar 1822 in Dublin; † 8. Februar 1872 in Port Blair, Andamanen), war ein britisch-irischer Politiker. Er war zwischen 1852 und 1868 mit Unterbrechungen Chief Secretary for Ireland (Sekretär für Irland) und von 1869 bis zu seiner Ermordung 1872 Generalgouverneur von Indien.

## Leben
Bourke wurde in Dublin geboren. Er war der älteste Sohn von Robert Bourke, 5. Earl of Mayo und dessen Gattin Anne Charlotte Jocelyn, einer Enkelin des Robert Jocelyn, 1. Earl of Roden. Als Heir apparent seines Vaters führte er bis 1867 den Höflichkeitstitel Lord Naas. Sein jüngerer Bruder Robert Bourke wurde ebenfalls Politiker. Er studierte am Trinity College Dublin.
Er gehörte der Conservative Party an und war von 1847 bis 1868 Mitglied des britischen House of Commons, von 1847 bis 1852 als Abgeordneter für das County Kildare, von 1852 bis 1857 für Coleraine und von 1857 bis 1868 für Cockermouth. 1852, von 1858 bis 1859 und von 1866 bis 1868 war er Chief Secretary for Ireland und wurde 1852 ins Privy Council aufgenommen. Beim Tod seines Vaters am 12. August 1867 erbte er dessen irische Adelstitel als 6. Earl of Mayo.
Ab 1868 war er Generalgouverneur und Vizekönig von Indien. Als solcher wurde er am 12. Januar 1869 als Knight Grand Commander in den Order of the Star of India aufgenommen und war von Amts wegen dessen Großmeister. Zudem wurde er am 18. Januar 1869 zum Knight Companion des Order of St. Patrick geschlagen.
Am 8. Februar 1872, als er sich gerade, gemeinsam mit seiner Gattin, als Generalgouverneur und Vizekönig von Indien auf einer Inspektionsreise in Port Blair auf den Andamanen befand, wurde er von Sher Ali Pathan, einem von den Briten zu 15 Jahren Haft Verurteilten und auf die Strafkolonie auf den Andamanen Verbannten, ermordet. Pathan hatte bereits seine Strafe verbüßt, konnte aber nach seiner Haftzeit nicht nach Indien zurückkehren. Pathan wurde zum Tode verurteilt und auf Viper Island gehängt.

## Ehe und Nachkommen
Am 31. Oktober 1848 heiratete er Hon. Blanche Julia Wyndham, Tochter des George Wyndham, 1. Baron Leconfield. Mit ihr hatte er sieben Kinder:
- Dermot Robert Wyndham Bourke, 7. Earl of Mayo KP (1851–1927);
- Hon. Maurice Archibald Bourke CMG (1853–1900), Captain der Royal Navy;
- Hon. Algernon Henry Bourke (1854–1922) ⚭ 1887 Gwendoline Stanley;
- Hon. Terence Theobald Bourke OBE (1865–1923), Konsul in Bizerta, ⚭ 1896 Eveline Haines;
- Hon. Norah Mary Bourke († 1851);
- Lady Eva Constance Aline Bourke († 1940) ⚭ 1885 Windham Wyndham-Quin, 5. Earl of Dunraven and Mount-Earl;
- Lady Florence Blanche Madeline Bourke (1861–1953).